# Papaipema depictata
Papaipema depictata är en fjärilsart som beskrevs av Benjamin 1933. Papaipema depictata ingår i släktet Papaipema och familjen nattflyn. Inga underarter finns listade i Catalogue of Life.